# Olech Hills
Olech Hills är en kulle i Antarktis. Den ligger i Sydshetlandsöarna. Argentina, Chile och Storbritannien gör anspråk på området.
Terrängen runt Olech Hills är kuperad norrut, men västerut är den platt. Havet är nära Olech Hills åt sydost. Trakten är obefolkad. Det finns inga samhällen i närheten. 